# Майкъл Харви
Майкъл Харви (на английски: Michael Harvey) е американски разследващ журналист, режисьор на документални филми и писател на бестселъри в жанра трилър.

## Биография и творчество
Майкъл Харви е роден на 3 октомври 1958 г. в Бостън, САЩ. Израства в Бостън и завършва латинска гимназия. Учи в Богословското училище на Светия кръст, което завършва с отличие и бакалавърска степен по класически езици, а след това Северозападния университет с магистърска степен по журналистика, и Университета Дюк със степен по право.
Бивш разследващ журналист за CBS в Чикаго. Той е съпродуцент на новаторския съдебномедицински сериал „Студени досиета“ на телевизионната мрежа „A & E“. Автор на различни документални филми.
През 2007 г. е издаден първият му трилър „Така го правят в Чикаго“ от поредицата „Майкъл Кели“. Главният герой, частният детектив Майкъл Кели, в ролята на Филип Марлоупрез 21 век, разследва престъпления извършени от опасни серийни убийци, насилници и изнасилвачи. Той е малко романтичен, малко циничен, обича баровете, захваща загубени каузи, но упорито преследва престъпниците. Книгата става бестселър и го прави известен.
За неговата поредица „Ню Йорк Таймс“ пише: „Майкъл Харви е за Чикаго онова, което Елмор Ленард е за Детройт, а Реймънд Чандлър – за Лос Анджелис.“
Писателят работи и като хоноруван преподавател по журналистика в Северозападния университет. Собственик е на ирландски бар в Чикаго.
Майкъл Харви живее със семейството си в Чикаго.

## Произведения

### Самостоятелни романи
- Innocence Game (2013)
- Brighton (2016)
- Pulse (2018)

### Серия „Майкъл Кели“ (Michael Kelly)
1. The Chicago Way (2007)
Така го правят в Чикаго, изд.: СББ „Медиа“, София (2009), прев. Веселин Лаптев
2. The Fifth Floor (2008)
Петият етаж, изд.: „Обсидиан“, София (2008), прев. Веселин Лаптев
3. The Third Rail (2010)
Свидетелят от влака, изд.: „Обсидиан“, София (2010), прев.
4. We All Fall Down (2011)
Подземията на Чикаго, изд.: „Обсидиан“, София (2011), прев. Веселин Лаптев
5. The Governor's Wife (2015)
Съпругата на губернатора, изд.: „Обсидиан“, София (2015), прев.